# Michał Klepfisz

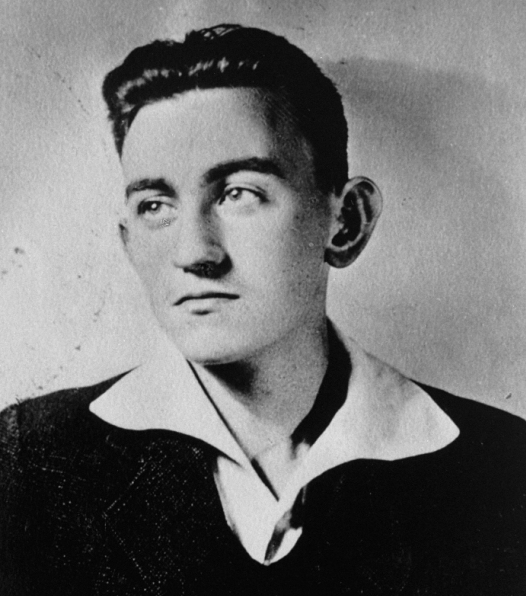
Michał Klepfisz

Michał Klepfisz (en yiddish : מיכאל קלעפפיש ; né le 17 avril 1913 et mort le 20 avril 1943 à Varsovie) était un ingénieur chimiste, membre du Bund et de l'organisation sportive juive Morgenstern, de l'organisation de jeunesse Tsukunft et membre de l'Organisation Juive de Combat. Il a été un des organisateurs de l'insurrection du ghetto de Varsovie, son expérience de chimiste en faisant le spécialiste des explosifs.

## Biographie
Michał Klepfisz est né le 17 avril 1913 dans une famille d'enseignants juifs polonais. Ses parents étaient Jacob Klepfisz et Mariem Rojza. Son père Jacob était issu de la dynastie hassidique des Klepfisz : il brise ainsi cette tradition en devenant membre du Bund dès 1905. Michał Klepfisz sera bundiste comme ses parents. Pendant la guerre russo-polonaise, un secrétariat clandestin se trouve dans leur appartement de la rue Świętojerska. Avant le début de la Seconde Guerre mondiale, il entame de longues études à l'école polytechnique de Varsovie, qu'il poursuit brillamment. Le 25 mars 1936, après cinq années d'études, Klepfisz obtient son premier diplôme d'ingénierie mécanique à l'université technologique de Varsovie avec une note honorable. Le 19 janvier 1939, il obtient du doyen de l'université l'accord pour débuter une thèse. Une série de malheurs familiaux, dont la perte de l'emploi de Jacob, ne  lui ont pas permis de suivre sereinement ses études : il est contraint de gagner de l'argent pour aider ses parents à survivre. En 1939, alors qu'il doit recevoir le titre lui permettant d'enseigner dans cette même école, fort de son expérience militante et sportive dans la Morgenstern et dans le Bund, il se résout à entrer pleinement dans la résistance.  
En 1937, il se marie à Róża Perczykow ("Lodzia"). 
Lors de l'insurrection du ghetto de Varsovie, il a joué un rôle clef en dirigeant la fabrication d'explosifs. Avec l'aide de l'Armia Krajowa, il livre des armes pour les ghettos. Tué au deuxième jour de l'insurrection sur le territoire de la "fabrique de brosses", il a barré la mitrailleuse de son corps et ainsi sauvé les vies de ses concitoyens.
Avec Róża Perczykow, il a eu une fille, Irena. Les deux ont survécu à la guerre. Rose Perczykow-Klepfisz est morte le 23 mars 2016, à l'âge de 101 ans.
Irina Klepfisz est devenue enseignante, écrivaine et poétesse, éminente yiddishiste et activiste lesbienne. 
Sa tombe symbolique se trouve sur l'allée principale du cimetière juif de la rue Okopowa à Varsovie (allée 12, numéro 4,).

## Honneurs militaires posthumes
À titre posthume, le général Kazimierz Sosnkowski le décore de l'ordre militaire de Virtuti Militari de classe 5.

## Commémorations
Michal Klepfisz est mentionné sur le bloc de pierre du mémorial du Martyre et de la lutte des Juifs, situé rue Zamenhof, dans l'ancien quartier du ghetto de Varsovie.

## Galerie

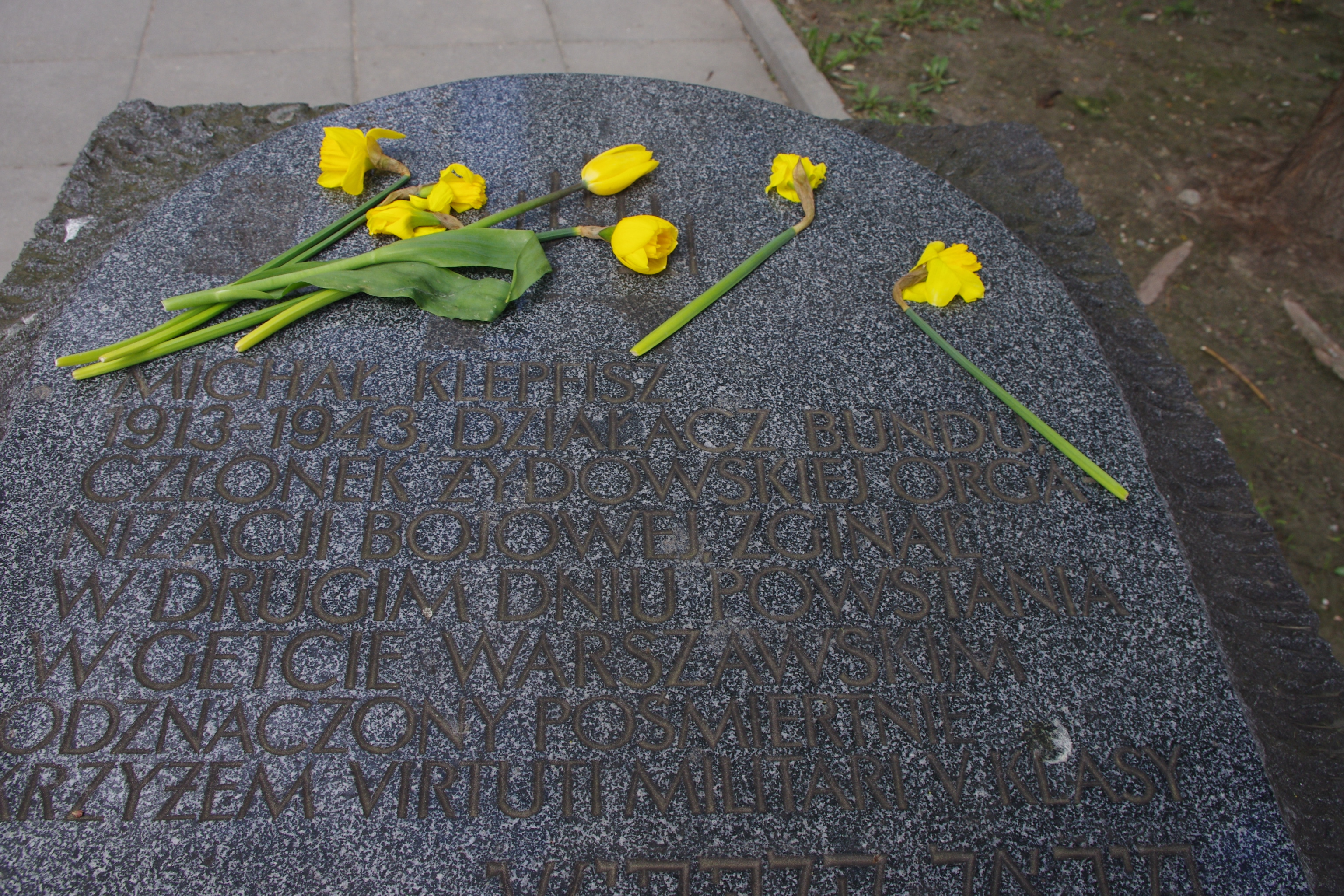
L'inscription sur une pierre commémorative de la rue Zamenhof, à Varsovie.
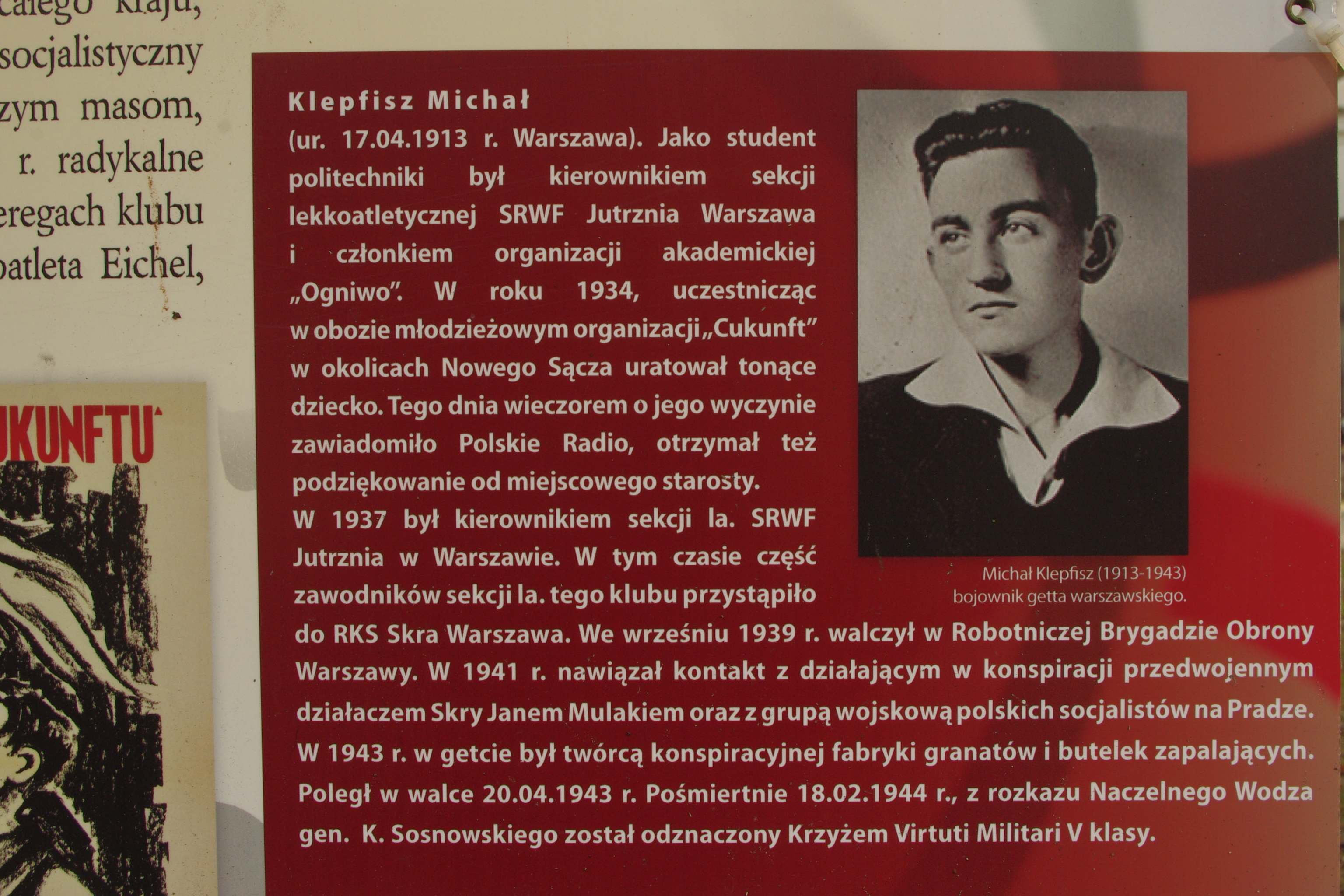
Extrait de l'exposition en plein air ”Juif Sportifs dans la Varsovie d'avant-guerre” , présentée fin 2012/ début 2013 à Varsovie.